# Kis Ferenc (lelkész)
Egerpataki Kis Ferenc (Egerpatak (Háromszék), 1816. január 16. – Székelyudvarhely, 1887. január 17.) református lelkész és teológiai tanár.

## Élete
Kiss Ferenc és Dénes Mária közszékely szülők fia. 1826-ban a székelyudvarhelyi iskolába küldték, ahol a 2. (conjunctica) osztályba került, hét év alatt elvégezte a hátralevő hét osztályt; 1833-ban deákká lett és hat év alatt a bölcseleti, jogi és hittani két-kétéves tanfolyamokat végezte. Az 1839-40. tanévre kinevezték a logika, 1840-41-re a költészet köztanítójának. E két tanév közti időben (1840. július 7.) hivatott meg Illyefalvára az elgyengült pap mellé segédül következési joggal. A meghívást elfogadta; előbb azonban a külföldi egyetemek látogatására kért időt. Ezt megnyervén, az akkoriban szokásos academicum rigorosumot az erdélyi négy főiskolánál (Udvarhely, Vásárhely, Enyed, Kolozsvár) letette és úgy ment az 1841-42. tanév elején, saját tanulói és tanítói pályáján gyűjtött pénzen külföldre. Legtöbbet időzött a bécsi és berlini egyetemeken, ahol a hit- és természeti tudományokkal és a poroszorsági iskolák tanrendszerének és tanítási módjának tanulmányozásával foglalkozott. 1842 nyarán jött haza és foglalta el illyefalvi papi állomását. 1845-ben elment Székelyudvarhelyre hittanárnak és szeptember 1-jén tartotta beköszöntő beszédét; később a teológia ottani megszüntével, az egyetemes, hazai és keresztény egyháztörténelem előadását vette át. 1846-ban megbízta az iskolai elöljáróság a tanvezetői hivatallal, melyet, majd mint igazgató 1881-ig viselt, mikor lakásának és teljes fizetésének meghagyásával nyugalomba vonult. A szabadságharc alatt sokat szenvedett tanártársaival a vandalizmus rombolásai között, mely az iskolának 7000 forintnál több kárt okozott.

## Munkája
- A székelyudvarhelyi ev. ref. collegium történelme. Székely-Udvarhely, 1873. (A collegium 1873. máj. 22. tartott kétszázados emlékinnepére összeállította.)